# Teenage Mutant Ninja Turtles: Smash-Up
Teenage Mutant Ninja Turtles: Smash-Up — псевдотрёхмерный файтинг для Wii и PlayStation 2, разработанный компанией Game Arts совместно с Mirage Studios. Издателем игры выступила Ubisoft. Smash-Up была выпущена в честь 25-летия франшизы «Черепашки-ниндзя». Критики удостоили её смешанных отзывов.

## Игровой процесс
Teenage Mutant Ninja Turtles: Smash-Up представляет собой платформер, в который могут одновременно играть до четырёх игроков. Во время сражений, игроки должны нокаутировать противников, истощая их полосу жизни, выбивая за границы уровня и заманивая в ловушки. У каждого персонажа есть свой уникальный набор движений, а также дополнительные приёмы, такие как цепляние за стены и прыжки со стен. Персонажи имеют цветовую кодировку на экране, зависящую от дополнительного эффекта свечения, что помогает игрокам следить за своими героями. Как и в Super Smash Bros., в игре представлено множество настраиваемых параметров сражений.
В Smash-Up особое внимание уделяется взаимодействию с окружающей средой, а на этапах игры присутствуют ловушки, изменения самих локаций и интерактивные элементы. На боевой арене время от времени появляются предметы, которые игроки могут собирать, в том числе восстанавливающая здоровье пицца и навыки ниндзя, которые наделяют игроков особыми способностями, такими как огненное дыхание и проецирование электрических щитов.
Помимо стандартных многопользовательских сражений, Smash-Up предлагает несколько других игровых режимов. Аркадный режим представляет собой короткую историю, в которой Сплинтер бросает вызов черепахам, Эйприл О’Нил и Кейси Джонсу на боевом состязании. У каждого из 7 персонажей есть уникальные концовки. Режим выживания предлагает игрокам победить 100 противников, прежде чем они потеряют три жизни. В режиме переключения игроки в состоянии выбрать двух персонажей и переключаться между ними в ходе поединков. Режим миссий требует от игроков выполнения определённых задач, таких как победа над противником за отведённое время. Также в игре присутствуют режимы «Турнир» и «Практика» и дополнительные мини-игры. Игроки могут собирать «оболочки» во время сражений или мини-игр и использовать их для разблокировки специальных функций, включая дополнительные костюмы персонажей, концепт-арты из различных проектов франшизы и трофеи, которые другие игроки могут выиграть в онлайн-турнирах.

## Персонажи
В Teenage Mutant Ninja Turtles: Smash-Up присутствуют 16 игровых персонажей, 4 из которых являются эксклюзивными для версии Wii. Только за 7 героев из представленного списка можно играть в аркадном режиме:
- Эйприл О’Нилa
- Кейси Джонсa
- Донателлоa
- Ниндзя клана Фут
- Фуджитоидb
- Караи
- Леонардоa
- Микеланджелоa
- Ночной Всевидящий
- Кролик-ниндзяb
- Рафаэльa
- Бешеный кроликb
- Шреддер
- Сплинтерa
- Кролик-агент b
- Утроминатор

↑ : Играбелен в аркадном режиме.

↑ : Эксклюзив для Wii.

## Разработка
За разработку «Smash-Up» отвечали японская компания Game Arts, ранее работавшая над Super Smash Bros. Brawl, и несколько бывших членов компании Team Ninja, участвовавших в создании Ninja Gaiden II и игровой серии Dead or Alive. Первые слухи о разработке игры появились в 2008 году, однако официальный анонс состоялся 26 января 2009 года. Несмотря на отсутствие принадлежности «Smash-Up» к какому-либо конкретному проекту франшизы, она заимствует художественный стиль из мультфильма 2007 года, в то время как персонажей озвучили актёры из мультсериала 2003 года. Mirage Studios участвовала в отборе игровых персонажей, среди которых присутствовали как «хорошо знакомые, так и совершенно неожиданные, которых вы, конечно же, не ожидали увидеть». Кат-сцены из аркадного режима игры были написаны в соавторстве с одним из создателей «Черепашек-ниндзя» Питером Лэрдом и проиллюстрированы художниками Mirage Studios Джимом Лоусоном и Эриком Тэлботом.

## Критика
| Сводный рейтинг       | Сводный рейтинг     |
| Агрегатор             | Оценка              |
| --------------------- | ------------------- |
| GameRankings          | 69,31 %             |
| Metacritic            | 67/100 (34 reviews) |
| Иноязычные издания    |                     |
| Издание               | Оценка              |
| 1UP.com               | B-                  |
| Game Informer         | 7,8 of 10           |
| GameSpot              | 7 of 10             |
| GameTrailers          | 6,9 of 10           |
| IGN                   | 7 of 10             |
| Nintendo Power        | 7,5 of 10           |
| Nintendo World Report | 8 of 10             |
| ONM                   | 83 %                |

После выхода, Teenage Mutant Ninja Turtles: Smash-Up получила смешанные отзывы. IGN поставил ей оценку 7/10, назвав «клоном „Smash Bros“. Вместо неё вы просто захотите поиграть в Smash Bros». GameSpot также оценил её на 7/10, отметив, что в игре «[есть] хорошая боевая система и неплохой контент, однако ей не хватает проработанности и изюминки, чтобы стать культовым файтингом».Кроме того, некоторые представители игрового сообщества подвергли критике список доступных персонажей, который был значительно меньше, чем в Super Smash Bros. Brawl. Также негативно был воспринят тот факт, что в игре присутствуют персонажи из мультсериала 2003 года и полнометражного мультфильма 2007 года, в то время как герои и злодеи мультсериала 1987 года были проигнорированы.